# Arcinazzo Romano
Arcinazzo Romano là một đô thị ở tỉnh Roma, vùng Latium của Italia, nằm ở vị trí khoảng 50 km về phía đông của Roma. Vào thời điểm ngày 31 tháng 12 năm 2004, đô thị này có dân số 1.416 người và diện tích là 28.3 km².
Arcinazzo Romano giáp các đô thị: Affile, Jenne, Piglio, Roiate, Serrone, Subiaco, Trevi nel Lazio.